# Випе
Випе (латыш. Vīpe) — населённый пункт в Крустпилсском крае Латвии. Административный центр Випской волости. Находится на берегу реки Нерета. Расстояние до города Екабпилс составляет около 15 км. По данным на 2016 год, в населённом пункте проживало 227 человек. Есть волостная администрация, начальная школа, дом культуры, библиотека, почтовое отделение, магазин. 

## История
В советское время населённый пункт был центром Випского сельсовета Екабпилсского района. В селе располагалась центральная усадьба колхоза «Випе».